# Масований ракетний обстріл України 10 жовтня 2022
10 жовтня 2022 року російські війська завдали першого масованого ракетного удару по енергетичній інфраструктурі України, а також наймасовішого від початку повномасштабного вторгнення ракетного удару по всій території України. Росіяни застосували крилаті ракети повітряного, морського та наземного базування, балістичні ракети, зенітні керовані ракети, розвідувальні та ударні БПЛА типу «Shahed-136».
Від обстрілів загинули 23 особи, 105 — поранено.
Станом на 11 годину ранку 10 жовтня внаслідок ударів пошкоджено 11 важливих об'єктів інфраструктури у 8 регіонах та місті Києві. Частину областей було знеструмлено. Укренерго повідомила, що у деяких містах і населених пунктах країни можливі перебої з електропостачанням. Усього протягом 10 жовтня та під час менш інтенсивних обстрілів у два наступні дні ракетними ударами було пошкоджено 28 об'єктів енергетичної інфраструктури.
За кількістю випущених ракет — близько 100 одиниць, був перевершений обстрілом 15 листопада 2022 року.

## Передумови
В РФ залишились невеликі запаси крилатих ракет, і їх використання по цивільних та символічних цілях може мати на меті як залякування й терор, так і використання вдалої картинки для внутрішньої пропаганди всередині Росії, як відповідь на вибух на Керченському мості.
Попри те, що ракетний удар пов'язують із невдачами російських окупаційних військ на фронті та пошкодженням Керченського мосту, однак, згідно з даними ГУР МО України, підготовка до ударів відбувалась задовго до 10 жовтня, хоча рішення про завдання було ухвалене в ніч з 9 на 10 жовтня. Здебільшого ці удари не є військовою операцією, а терористичним актом.
Так само вважає і речник Ради національної безпеки США Джон Кірбі. На його думку, операції такого масштабу не готують за кілька днів.
Згідно з даними української розвідки, наказ із Кремля про підготовку масованих ракетних ударів по Україні російські війська отримали 2 та 3 жовтня — тобто за 5—6 днів до підриву Кримського моста. Військові частини стратегічної та дальньої авіації отримали накази готувати удари саме по об'єктах критичної цивільної інфраструктури та центральних районах великих українських міст. Зокрема, у день удару по Кримському мосту, 8 жовтня, здійснено перебазування семи стратегічних бомбардувальників Ту-160 з аеродрому «Енгельс» на аеродром «Оленья», їх було споряджено КР Х-101. Водночас у Чорному морі знаходилося одразу шість носіїв крилатих ракет з 40 одиницями «Калібрів» на борту.
Президент Росії Володимир Путін заявив, що удари здійснювалися по об'єктах енергетики та військового управління і зв'язку.

## Обстріл
Запуски ракет здійснювалися кількома хвилями з районів Чорного та Каспійського морів, в тому числі — літаками Ту-95МС і Ту-22М3.
Попередньо в ударах використано 84 ракети. Силам ППО вдалося збити 43 ракети. Росія використовувала ракети Х-101, Х-555, Калібр, Іскандер, і Торнадо. Росія також застосувала 24 безпілотних літальних апарати, з них 13 — іранські «Shahed 136» із території Білорусі та АР Крим. Три крилаті ракети, випущені з західної частини Криму, порушили повітряний простір Молдови. Із ЗРК С-300 було обстріляно Запоріжжя, Миколаїв та Слов'янськ, понад десять ракет.
Станом на вечір 10 жовтня відомо про 94 постраждалих, із них 14 — загиблих: 6 у Києві, 4 на Дніпропетровщині, по одній особі загинуло на Полтавщині та в Київській області.
Наступного дня стало відомо, що протягом доби від обстрілів загинуло 19 осіб, іще 105 — поранено, а всього внаслідок російської збройної агресії того дня загинуло 23 цивільних особи.
| Регіон                                              | Місце                                               | Ракета                                              | Збито                                               | Влучання, загиблі/поранені              |
| --------------------------------------------------- | --------------------------------------------------- | --------------------------------------------------- | --------------------------------------------------- | --------------------------------------- |
| Миколаївська обл.                                   | Миколаїв                                            | 5В55                                                | 0/10                                                | цивільна інфраструктура, жертви: 0/0    |
| Донецька обл.                                       | Словʼянськ                                          | 5В55                                                | 0/1                                                 | цивільна інфраструктура, жертви: 2/4    |
| Запорізька обл.                                     | Запоріжжя                                           | 5В55                                                | 0/7                                                 | критична інфраструктура                 |
|                                                     |                                                     |                                                     |                                                     |                                         |
| Львівська обл.                                      | Львів                                               | Х-101                                               | 43/84                                               | критична інфраструктура, жертви: 19/105 |
| Івано-Франківська обл.                              | Бурштин                                             | —                                                   | 43/84                                               | критична інфраструктура, жертви: 19/105 |
| Хмельницька обл.                                    | Хмельницький                                        | —                                                   | 43/84                                               | критична інфраструктура, жертви: 19/105 |
| Житомирська обл.                                    | Житомир                                             | —                                                   | 43/84                                               | критична інфраструктура, жертви: 19/105 |
| Київ                                                | Київ                                                | Х-555                                               | 43/84                                               | критична інфраструктура, жертви: 19/105 |
| Полтавська обл.                                     | Полтавська обл.                                     | —                                                   | 43/84                                               | критична інфраструктура, жертви: 19/105 |
| Сумська обл.                                        | Конотоп                                             | —                                                   | 43/84                                               | критична інфраструктура, жертви: 19/105 |
| Дніпропетровська обл.                               | Дніпро                                              | —                                                   | 43/84                                               | критична інфраструктура, жертви: 19/105 |
| Харківська обл.                                     | Харків                                              | Іскандер                                            | 43/84                                               | критична інфраструктура, жертви: 19/105 |
| Україна загалом (не рахуючи систем С-300)           | Україна загалом (не рахуючи систем С-300)           | Україна загалом (не рахуючи систем С-300)           | 43/84                                               | жертви: 23/105                          |
| Відсоток перехоплених ракет ППО та іншими засобами: | Відсоток перехоплених ракет ППО та іншими засобами: | Відсоток перехоплених ракет ППО та іншими засобами: | Відсоток перехоплених ракет ППО та іншими засобами: | 52%                                     |

### Київ

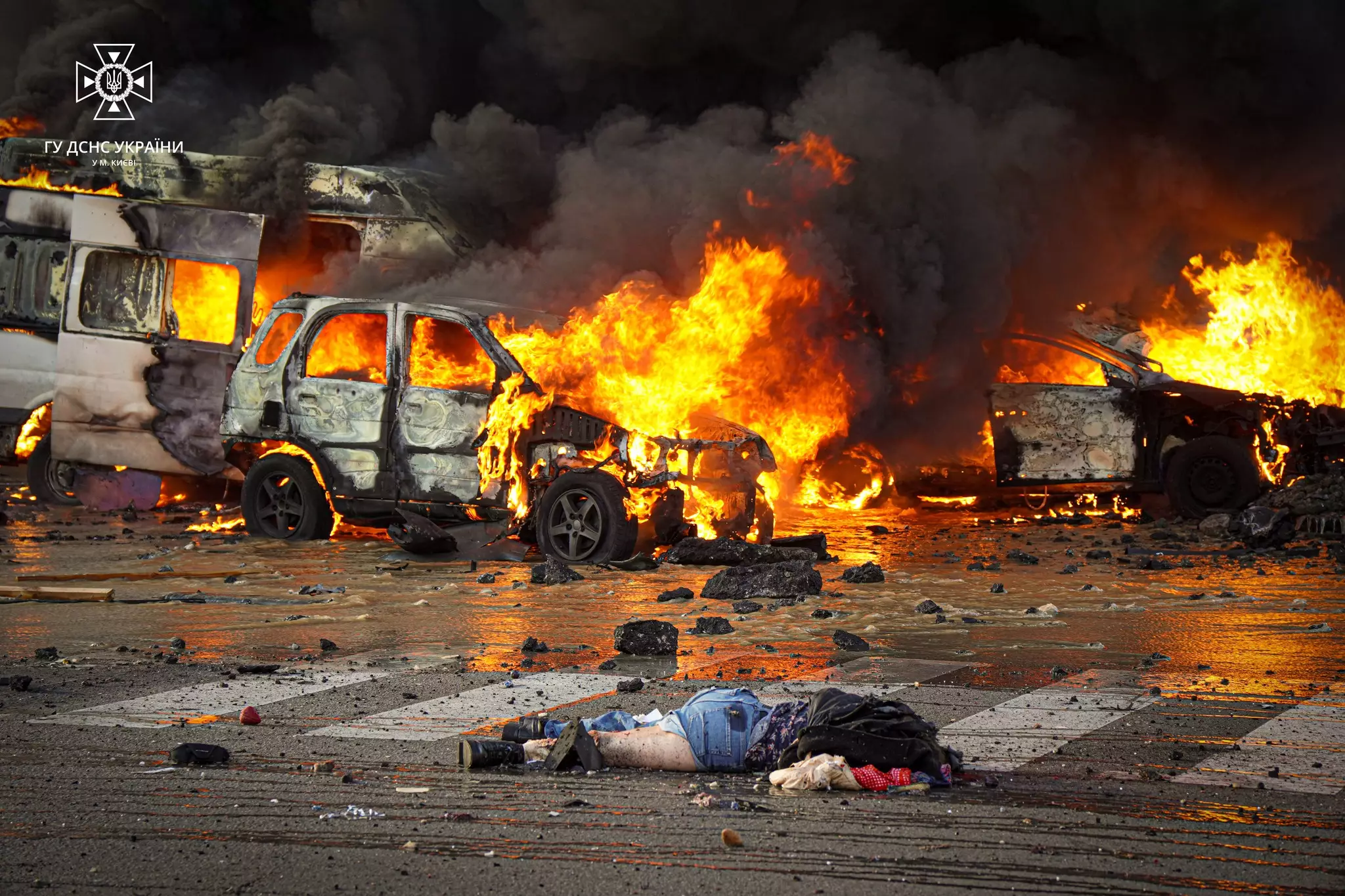
Жертва обстрілу в Києві

У Києві зафіксовані влучання в 4 районах міста: Шевченківському, Святошинському, Голосіївському та Деснянському. Унаслідок удару пошкоджено 45 житлових будинків, 5 об'єктів критичної інфраструктури та ЖКГ, 6 закладів освіти (3 школи, 1 дитячий садочок, 2 будівлі позашкільного виховання), 2 заклади соціальної сфери, 6 закладів культури, 5 закладів охорони здоров'я, 2 адміністративні будівлі. Серед них Національна філармонія України, Київський національний університет імені Тараса Шевченка, Національний музей Тараса Шевченка, Музей Ханенків та кілька інших музеїв. Загалом ППО на Київщині збила 6 ракет.
Зранку, о 8:15 пролунали вибухи в Шевченківському районі. Понад 30 осіб та 6 одиниць техніки ДСНС було залучено для ліквідації наслідків, включно з пожежею 6 автомобілів. У місті зупинили рух усіх ліній метро, станції працюють як укриття. За попередньою інформацією загалом загинуло 6 осіб (5 у Шевченківському районі) та ще 50 постраждало (27 у Шевченківському, 3 у Святошинському). Понад 24 особи евакуювали з пошкоджених будинків. Міністр охорони здоров'я Віктор Ляшко заявив, що найбільше постраждав Київ.
У другій половині дня відновила рух Сирецько-Печерська лінія Київського метрополітену, від станції Сирець до станції Червоний хутір.
Ураження критичної інфраструктури призвело до запровадження тимчасових обмежень на постачання електричної енергії споживачам (віялові відключення). Влада Києва закликала запастись портативними зарядними пристроями і зарядити телефони.
Рано вранці (іще вночі) 27 жовтня 2022 року російські військові завдали удару по об'єктах критичної інфраструктури в Київській області, виник іще більший дефіцит потужності. Оператори енергомереж були змушені запровадити триваліші екстрені відключення споживачів у місті.

### Львів
Росія запустила по Львівщині 15 ракет, частину збили сили ППО, інші пошкодили об'єкти енергетичної інфраструктури. Після обстрілів Києва о 9:21 у Львові спрацювало ППО.
За заявою заступника міського голови Львова Андрія Москаленка, станом на 14:20 приблизно 90 % міста знеструмлено, рух трамваїв та тролейбусів тимчасово призупинено, але збільшено кількість автобусів на маршрутах. Також не працюють 80 % світлофорів. До 23:00 відновлено електропостачання в місті.
Усього у Львівській області після ракетних обстрілів 10 та 11 жовтня знищені чотири електричні підстанції, які не лише забезпечували область, а й експортували енергію. Причому по двох з них 11 жовтня було завдано повторного удару.

### Харків
Вранці 10 жовтня було зафіксовано не менше 3 ударів по об'єктах енергетичної інфраструктури Харкова. У деяких районах зникла вода й електроенергія.

### Одеса
Як повідомив голова Одеської ОВА Максим Марченко, в Одеській області силами протиповітряної оборони збито три ракети та п'ять дронів-камікадзе «Shahed-136», «Shahed-129».

### Запоріжжя

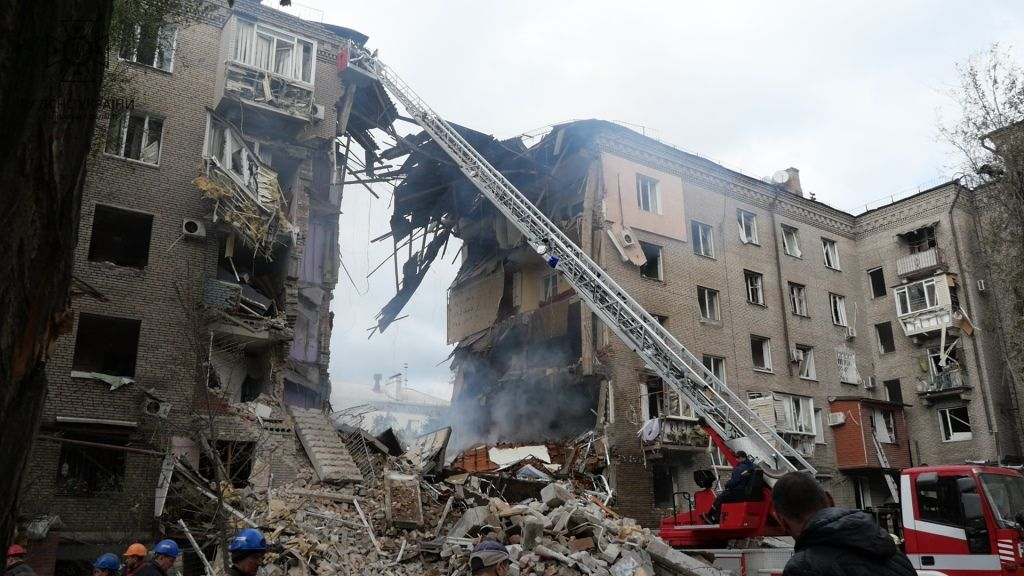
Житловий будинок у Запоріжжі після обстрілу

У ніч на 10 жовтня російські військові випустили по Запоріжжю 7 ракет, імовірно комплексу С-300. У результаті влучань пошкоджені об'єкти інфраструктури та високовольтні електромережі. Одна ракета влучила в п'ятиповерховий будинок у центрі міста, знищивши одну секцію будинку. Влучили ракети і в освітні заклади: одна поцілила у дитячий садок, інша — в гімназію.

### Дніпро
Російські війська завдали ракетного удару по Дніпру, внаслідок якого загинули щонайменше 4 особи та ще 19 були поранені. ЗС РФ запустили понад 10 ракет. Ціллю атак стали об'єкти критичної інфраструктури, житлові квартали та зупинки транспорту. Удару було завдано, коли люди йшли на роботу.

### Інші міста

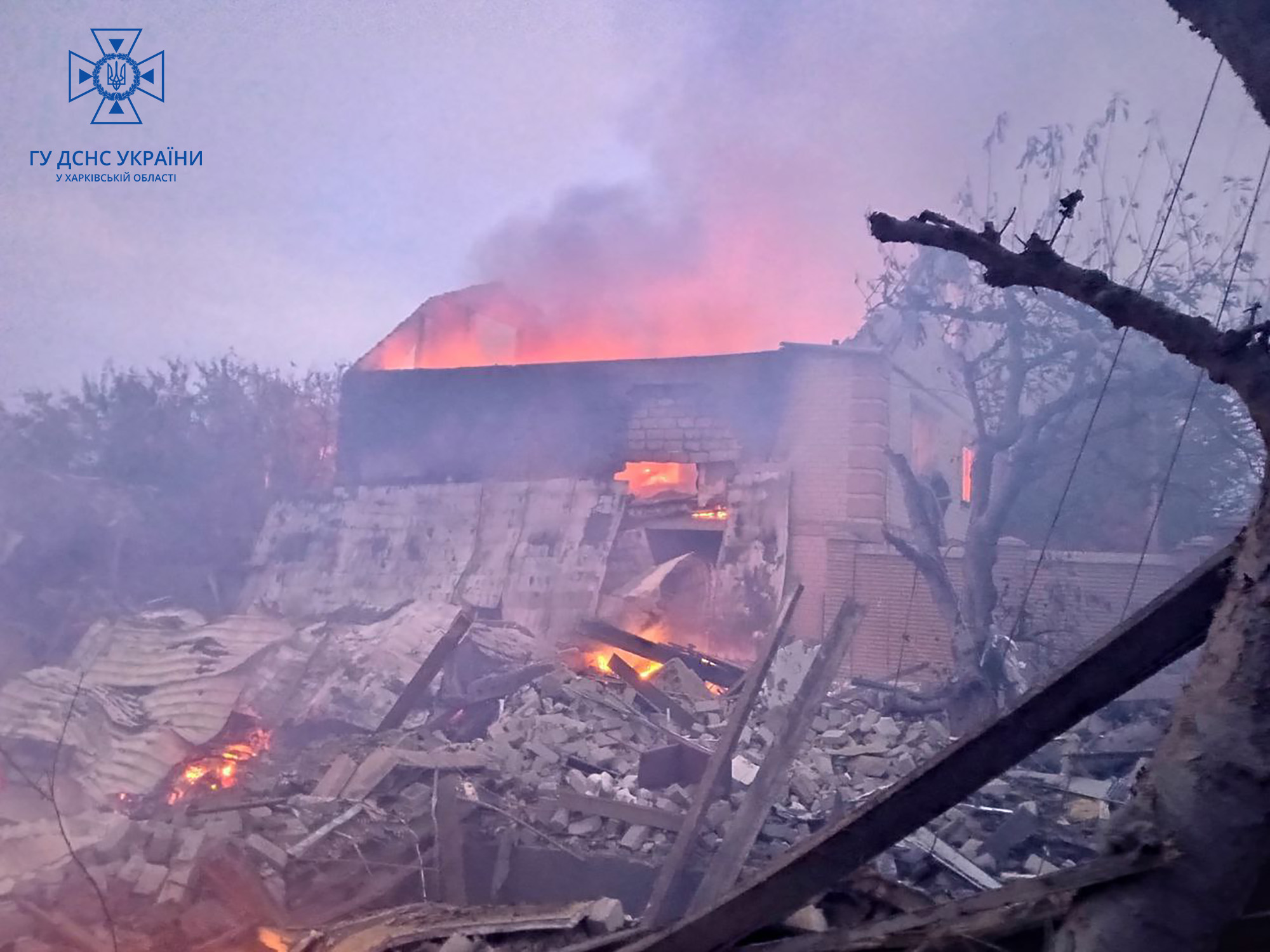
Будинок у Куп'янську після обстрілу

Удари були здійснені по Хмельницькій, Житомирській, Львівській, Івано-Франківській, Сумській, Полтавській та Дніпропетровській областях.
У Полтаві зникло електро- та водопостачання, а на території області перебої.
4 ракети влучили у відкриті розподільчі пристрої Бурштинської ТЕС, минулось без жертв. Одна ракета була збита в області.
Вранці в Конотопі на Сумщині сталися вибухи в результати прильоту двох ракет, які вдарили по об'єкту інфраструктури. Внаслідок обстрілу на інфраструктурному об'єкті в Конотопському районі сталася пожежа. Двоє людей було поранено. За інформацією ГУ ДСНС у Сумській області, станом на 18:00 10 жовтня її ліквідували. Утім в усіх районах Сумської області понад добу були проблеми з електропостачанням.
Внаслідок обстрілів надвечір 10 жовтня було знеструмлено 1307 населених пунктів.

## Подальші обстріли
Протягом наступного тижня, до 19 жовтня, ракетами та дронами-камікадзе росіяни уразили та пошкодили 408 об'єктів інфраструктури, із них понад 45 — об'єкти енергетичної інфраструктури, також відомо про пошкодження 180 житлових будників.
Методичні обстріли енергетичної інфраструктури протягом наступних днів, а надто 19 жовтня, завдали помітної шкоди. Національний оператор НЕК «Укренерго» був змушений вдатись до планових відключень споживачів. Імовірно, з настанням холодів частота відключень зросте.
Чергові хвилі ракетних ударів по об'єктах критичної інфраструктури України стались 11 жовтня, 17 жовтня, 18 жовтня, 19 жовтня, 22 жовтня, 31 жовтня, 15 листопада, 17 листопада, 23 листопада, 5 грудня та 16 грудня.

## Реакція на ракетні удари
Глава МЗС України Дмитро Кулеба повідомив про негайне переривання його африканських візитів через масовані ракетні обстріли.
МОН рекомендувало перевести усі школи на дистанційне навчання до 14 жовтня. Сергій Шкарлет заявив, що очну форму навчання скасовують по всій країні до кінця тижня.
Міністр освіти Німеччини Беттіна Штарк-Ватцінґер назвала російські ракетні удари у твіттері «новою найнижчою точкою російського тероризму проти українського цивільного населення». «З цих фотографій можна дати лише одну відповідь: рішуча подальша підтримка України, зокрема через постачання зброї».
Президент України Володимир Зеленський у телефонній розмові з Олафом Шольцом домовився про скликання екстреного засідання G7.
Посольство США закликало своїх громадян залишити територію України через обстріли, що становлять пряму загрозу цивільному населенню та цивільній інфраструктурі.
Міністр закордонних справ Молдови Ніку Попеску викликав посла Росії для дачі пояснень з приводу порушення російськими крилатими ракетами повітряного простору країни.
В Управлінні Верховного комісара ООН з прав людини заявили, що, завдавши ударів по критично важливій цивільній інфраструктурі України 10 жовтня, Росія порушила принципи міжнародного гуманітарного права. Прокурор Міжнародного кримінального суду Карім Хан повідомив про намір розслідувати удари 10 жовтня.